# Strzępkoząb ostrokolczasty

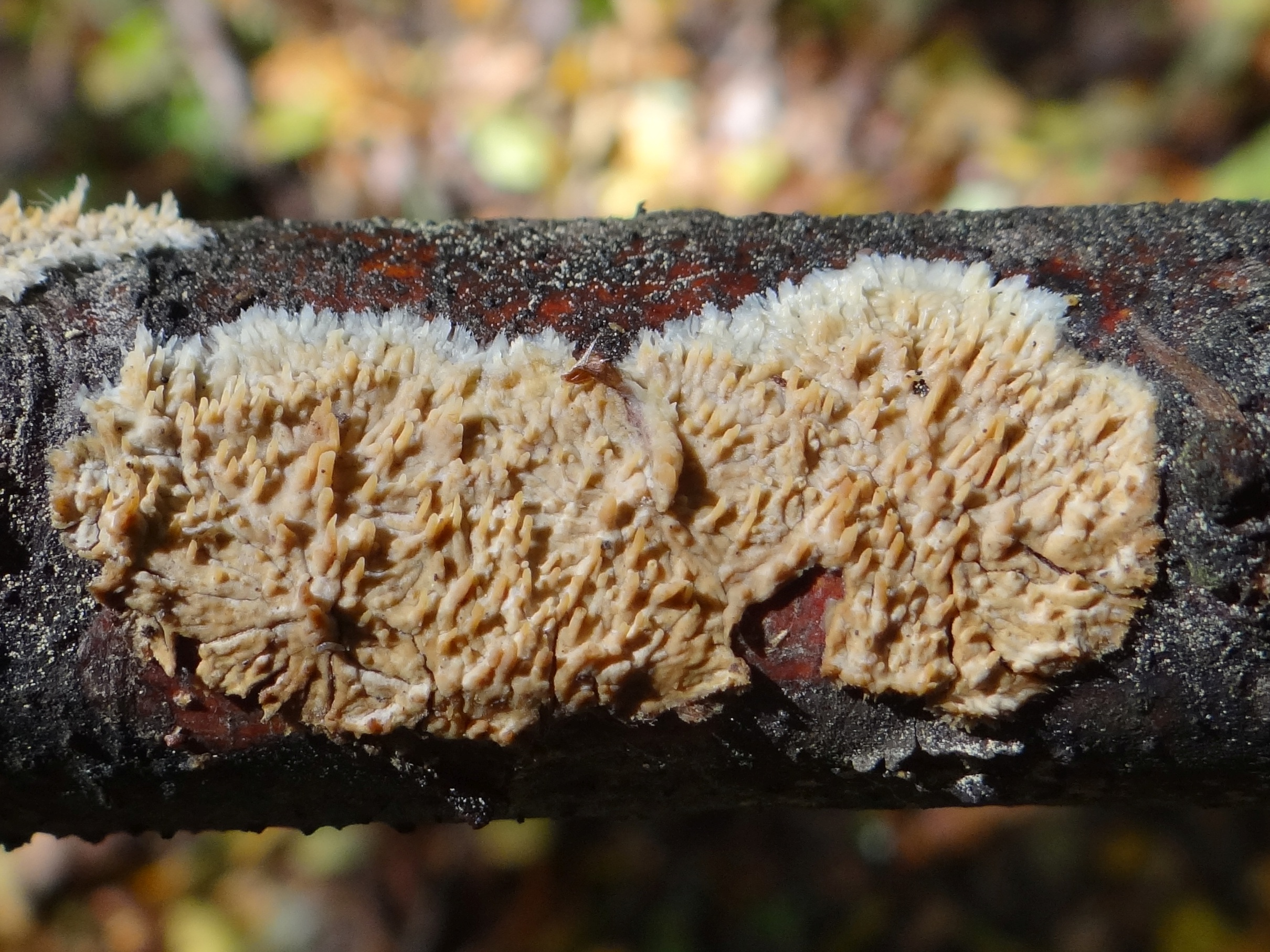

Strzępkoząb ostrokolczasty (Hyphodontia arguta (Fr.) J. Erikss.) – gatunek grzybów należący do rzędu szczeciniakowców (Hyphodntiales).

## Systematyka i nazewnictwo
Pozycja w klasyfikacji według Index Fungorum: Hyphodontia, Hyphodontiaceae, Hymenochaetales, Incertae sedis, Agaricomycetes, Agaricomycotina, Basidiomycota, Fungi.
Po raz pierwszy takson ten zdiagnozował w roku 1821 Elias Fries nadając mu nazwę Hydnum argutum. Obecną, uznaną przez Index Fungorum nazwę nadał mu w roku 1958 J. Eriksson, przenosząc go do rodzaju Hyphodontia.
Niektóre synonimy nazwy naukowej:

- Acia arguta (Fr.) P. Karst. 1879
- Grandinia arguta (Fr.) Jülich 1982
- Grandinia arguta (Fr.) Jülich 1982, var. arguta
- Hydnum argutum Fr. 1821
- Hyphodontia lageniformis Sang H. Lin & Z.C. Chen 1990
- Irpex corticioides Rick 1959
- Kneiffia arguta (Fr.) P. Karst. 1899
- Kneiffia lactea (P. Karst.) P. Karst. 1882
- Kneiffia lactea (P. Karst.) P. Karst. 188, subsp. lactea
- Kneiffiella arguta (Fr.) Jülich & Stalpers 1980
- Kneiffiella lactea (P. Karst.) Henn. 1898
- Odontia arguta (Fr.) Quél. 1888
- Odontia arguta (Fr.) Quél. 1888, subsp. arguta
- Odontia arguta subsp. lactea (P. Karst.) Bourdot & Galzin 1928
- Odontia arguta (Fr.) Quél. 1888, var. arguta
- Odontia arguta var. digitata Bres. 1914
- Odontia chroospora Rick 1959
- Odontia lactea (P. Karst.) P. Karst. 1882
- Odontia lactea (P. Karst.) P. Karst. 1882, var. lactea
- Odontia stipata subsp. lactea P. Karst. 1882
- Tyromyces polycystes Corner 1992

Polską nazwę zaproponował Władysław Wojewoda w 2003 r., wcześniej Franciszek Błoński opisywał ten gatunek pod nazwą kolczak ostry.

## Morfologia
Owocnik
Jednoroczny. Jest płasko rozpostarty, o kształcie okrągłym lub podłużnym, cienki i ściśle przylegający do podłoża. Konsystencja dość zdrewniała, powierzchnia początkowo biała, potem kremowa lub gliniasta, w końcu bladoochrowa, a po dojrzeniu zarodników ochrowa. Hymenofor kolczasty. Kolce zazwyczaj stożkowate, o długości 0,5–2 mm. Są tępe lub zwężające się ku wierzchołkowi, który jest owłosiony, pędzelkowaty (widoczne to jest dopiero przez lupę), lub wystają na nim cystydy. Kolce są zróżnicowane w kształcie. Często wszystkie są bardzo regularne, ale czasami, zwłaszcza w starszych owocnikach są nieregularne. Na podłożu pochyłym bywają spłaszczone. Obrzeże młodych owocników jest przerzedzone i oprószone.
Cechy mikroskopowe
System strzępkowy monomityczny. Strzępki o średnicy 2–3 μm, w środku owocnika słabo rozgałęzione i dość proste, poza tym silnie rozgałęzione i splątane. Młode strzępki są bezbarwne, starsze żółtawe. W hymenium występują dwojakiego rodzaju cystydy:
- główkowate i nieco wystające ponad hymenium. Powstają na końcach słabo zróżnicowanych, sterylnych strzępek. Ich długość do pierwszej przegrody na strzępce wynosi 40–75 μm, szerokość 5–7 μm,
- lagenocystydy o szerokości 7–10 μm i długości 30–35 μm do pierwszej przegrody[4].

Podstawki zgrubiałe, cylindryczne ze zwężeniem na środku, często faliste. Mają rozmiar 15–18 × 3,5–5 μm, 4 sterygmy i sprzążki w podstawie. Zarodniki szerokoelipsoidalne, cienkościenne, gładkie, nieamyloidalne, o rozmiarach 4,5–6 × 35–4 μm.

## Występowanie i siedlisko
Jest szeroko rozprzestrzeniony; poza Antarktydą występuje na wszystkich kontynentach, a także na wielu wyspach. W Polsce jest dość pospolity, w piśmiennictwie naukowym do 2003 r. podano ponad 10 jego stanowisk.
Rozwija się na martwych gałęziach i na drewnie drzew liściastych, rzadziej iglastych. Występuje w lasach, parkach, na cmentarzach, starych domach. W Polsce notowany był na klonach, brzozach, robinii akacjowej, wierzbie, rzadziej na jodle i świerku. Owocniki wytwarza od czerwca do października.

## Gatunki podobne
Strzępkoząb ostrokolczasty jest trudno odróżnić od niektórych innych gatunków z rozpostartym owocnikiem i kolczastym hymenoforem. Szczególnie podobny jest strzępkoząb woskowaty (Hyphodontia alutaria). Gatunki te różnią się głównie konsystencją owocnika; H. arguta ma bardziej zdrewniały, a H. alutaria bardziej skórzasty. Trudno je rozróżnić również pod mikroskopem; obydwa gatunki mają podobne dwojakiego rodzaju cystydy. Oryginalna, podana przez E. M.Friesa diagnoza jest skrótowa i można do niej dopasować wiele gatunków strzępkozębów. E. M. Fries nie pozostawił też materiału zielnikowego.